# Velika nagrada Tunisa 1932
Velika nagrada Tunisa 1932 je bila prva neprvenstvena dirka za Veliko nagrado v sezoni 1932. Odvijala se je 3. aprila 1932 na cestnem dirkališču v tunizijskem mestu Kartagina. Pred 50.000 gledalci je zmagal Achille Varzi, ki je s tem ubranil zmago z lanske dirke, drugo mesto je osvojil Marcel Lehoux, oba z dirkalnikoma Bugatti T51, tretje mesto pa je osvojil Philippe Etancelin z dirkalnikom Alfa Romeo Monza. 

## Poročilo

### Pred dirko
V zadnjih letih si je dirka pridobila status prve pomembnejše dirke sezone. Organizatorji dirke so zaradi decembrskega hurikana, ki je uničil tribune in bokse, razmišljali tudi o odpovedi dirke, toda z dodatnimi 100.000 franki so uspeli pravočasno popraviti ključne objekte. Dirka je potekala istočasno za dirkalnike tipa Voiturette in Grand Prix. Skupna nagrada je bila 125.000 frankov, za zmagovalca razreda Grand Prix je bilo predvidenih 40.000 frankov, za drugouvrščenega 25.000 frankov med tem, ko je bilo za zmagovalca razreda Voiturette predvidenih 12.000 frankov, za drugouvrščenega pa 8.000 frankov. Za štart je dobil vsak dirkač 1.500 frankov. 
Na dirko se je prijavilo štiriindvajset mednarodno uveljavljenih dirkačev. Tovarniško moštvo Maseratija je na dirko poslalo dva dirkalnika Maserati 8C-2800 za Luigija Fagiolija in Renéja Dreyfusa. To je bil izboljšan dirkalnik Maserati 26M z močnejšim 2,8 litrskim motorjem. Z dirkalnikom 26M je nastopal Jean de Maleplane kot privatnik. Clemente Biondetti je nastopal s svojim dirkalnikom MB-Speciale, šasijo dirkalnika Bugatti T35 s 2,5 litrskom motorjem Maserat 2519. Alfa Romeo se dirke ni udeležila s tovarniškim moštvo, se je pa dirke udeležilo moštvo Scuderia Ferrari z dirkalnikom Alfa Romeo Monza za Eugeniem Sieno. Z drugim tovrsnim dirkalnikom, le da je bil obarvan modro, je nastopal Philippe Etancelin kot privatnik. Ob šestih dirkalnikih obeh italijanskih konstruktorjev, je bilo na dirki tudi osem Bugattijev. Tovarniško moštvo Bugattija se dirke uradno sicer ni udeležilo, toda oba tovarniška dirkača, Achille Varzi in Louis Chiron, sta na dirki nastopala z izboljšanima dirkalnikoma Bugatti T51 z 2,3 litrskim motorjem. Marcel Lehoux je nastopal z močnejšim dirkalnikom Bugatti T54 z 5,0 litrskim motorjem, kot tudi Jean-Pierre Wimille in Heinrich-Joachim von Morgen. S še dvema dirkalnika T51 sta nastopala Stanisłas Czaykowski in Jean Gaupillat, z dirkalnikom T35B pa Charlie Jellen. Na dirko razreda Voiturette se je prijavilo deset dirkačev, večinoma z Bugattiji. 
Po prostih treningih sta za favorita za zmago veljala Varzi in Chiron, saj se je izboljšan dirkalnik T51 izkazal za precej hitrejšega od lanskih dirkalnikov T51. Varzi je zanikal, da bi njegov dirkalnik kakorkoli izboljšan, glede na lanskega. Wimille in von Morgen sta imela na treningih veliko težav z zanesljivostjo dirkalnikov T54. Dirke se kljub prijavi niso udeležili Clemente Biondetti, Charlie Jellen in Jean d'Hiercourt. 

### Dirka
Na dan dirke je dvesto oboroženih kolonialnih vojakov skrbelo za red, zbralo se je okoli 50.000 gledalcev. Štart dirke je bil ob eni uri popoldne, štartno vrsto je določil žreb, dirkači razreda Voiturette so štartali za dirkači razreda Grand Prix.
Na štartu je povedel Varzi, ki je štartal iz tretje štartne vrste. V drugem delu prvega kroga pa ga je za vodstvo prehitel Lehoux, toda Varzi ga je po krajšem dvoboju že kmalu uspel prehiteti nazaj. Chiron se je prebil na drugo mesto, sledili so jim Fagioli, Dreyfus, Lehoux in von Morgen. Po petih krogih je še vedno vodil Varzi pred Chironom, ki pa je zaradi dolgega postanka v boksih zaradi težav z vžigom izgubil vse možnosti za zmago. S tem se je na drugo mesto prebil Fagioli, von Morgen pa je v osem krogu opravil postanek v boksih za menjavo pnevmatik, kajti zaradi blokiranja zavor v enem od ovinkov je poškodoval obe levi pnevmatiki. Po desetem krogu je vodil še vedno Varzi, sledili so mu Fagioli, Dreyfus, Lehoux, Etancelin in Siena, von Morgen pa je odstopil zaradi okvare zavor. Dirkalniki T54 so imeli enake zavore kot lažji dirkalniki T51, zato so imeli vsi dirkači s težjim in močnejšim dirkalnikom T54 težave z zavorami. Po koncu petnajstega kroga je vodil Varzi, Fagioli, ki se mu je v zadnjih krogih nekoliko približal, je moral odstopiti zaradi okvare motorja, Dreyfus pa je bil na postanku v boksih za menjavo svečk. S tem se je na drugo mesto ponovno prebil Lehoux, Wimille pa je iz šestega mesta odstopil zaradi pregrevanja motorja in težav z zavorami. 
Za Varzijem in Lehouxom je že nekaj več zaostajal Etancelin, toda uspel se je približati drugouvrščenem dirkaču. Lehoux je opravil postanek za gorivo v le petindvajsetih sekundah, Chiron pa je s postanki v boksih izgubil deset minut, a se je proti koncu dirke vseeno približal vodilni skupini, postavil je tudi najhitrejši krog dirke s časom 5:05. Varzi je s prednostjo skoraj treh minut zmagal, Lehoux je kljub težavam z zavorami uspel zadržati durgo mesto, še minuto pa je zaostal Etancelin. Ostale dirkače je Varzi vsaj enkrat prehitel za krog. Četrti je bil Siena, peti Czaykowski, šesti Chiron, sedmi Dreyfus, osmi de Maleplane in deveti Louis Joly, ki je bil zmagovalec razreda Voiturette. 

## Rezultati

### Dirka
Dirkači razreda Voiturette so označeni s poševnim tiskom.
| Poz | Št | Dirkač                      | Moštvo               | Dirkalnik        | Krogi | Čas/Odstop   | Št. m. |
| --- | -- | --------------------------- | -------------------- | ---------------- | ----- | ------------ | ------ |
| 1   | 18 | Achille Varzi               | Privatnik            | Bugatti T51      | 37    | 3:14:18      | 9      |
| 2   | 2  | Marcel Lehoux               | Privatnik            | Bugatti T51      | 37    | 3:17:14      | 1      |
| 3   | 10 | Philippe Etancelin          | Privatnik            | Alfa Romeo Monza | 37    | 3:18:25      | 5      |
| 4   | 16 | Eugenio Siena               | Scuderia Ferrari     | Alfa Romeo Monza | 37    | 3:19:58      | 8      |
| 5   | 12 | Stanisłas Czaykowski        | Privatnik            | Bugatti T51      | 37    | 3:21:18      | 6      |
| 6   | 22 | Louis Chiron                | Privatnik            | Bugatti T51      | 37    | 3:24:42      | 3      |
| 7   | 8  | René Dreyfus                | Officine A. Maserati | Maserati 8C-2800 | 37    | 3:27:49      | 4      |
| 8   | 14 | Jean de Maleplane           | Privatnik            | Maserati 26M     | 37    | 3:32:55      | 7      |
| 9   | 44 | Louis Joly                  | Privatnik            | Maserati 26      | 37    | 3:34:32      | 19     |
| 10  | 38 | Pierre Veyron               | Privatnik            | Maserati 26      | 37    | 3:37:15      | 17     |
| 11  | 30 | Luigi Castelbarco           | Privatnik            | Bugatti T51A     | 37    | 3:38:56      | 15     |
| 12  | 48 | José Scaron                 | Privatnik            | Amilcar MCO      | 37    | 3:45:10      | 21     |
| 13  | 36 | Anne Rose-Itier             | Privatnica           | Bugatti T37A     | 35    | 3:47:27      | 16     |
| 14  | 46 | Marguerite Mareuse          | Privatnica           | Bugatti T37A     | 34    | 3:50:12      | 20     |
| Ods | 32 | Rudolf Eberhardt            | Privatnik            | Bugatti T37A     | 27    | Zavore       | 13     |
| Ods | 6  | Luigi Fagioli               | Officine A. Maserati | Maserati 8C-2800 | 15    | Motor        | 3      |
| Ods | 40 | Claude Ozannat              | Privatnik            | Bugatti T37A     | 15    |              | 18     |
| Ods | 4  | Jean-Pierre Wimille         | Privatnik            | Bugatti T54      | 15    | Pritisk olja | 2      |
| Ods | 20 | Heinrich-Joachim von Morgen | Privatnik            | Bugatti T54      | 11    | Zavore       | 10     |
| Ods | 34 | Jean Gallay                 | Privatnik            | Bugatti T37A     | 11    | Pregrevanje  | 14     |
| Ods | 24 | Jean Gaupillat              | Privatnik            | Bugatti T51      |       |              | 12     |
| DNA | 26 | Charlie Jellen              | Privatnik            | Bugatti T35B     |       |              |        |
| DNA | 28 | Clemente Biondetti          | Privatnik            | MB-Speciale      |       |              |        |
| DNA | 42 | Jean d'Hiercourt            | Privatnik            | Maserati 26C     |       |              |        |